# Médiateur national de l'énergie
 (septembre 2014).
Si vous disposez d'ouvrages ou d'articles de référence ou si vous connaissez des sites web de qualité traitant du thème abordé ici, merci de compléter l'article en donnant les références utiles à sa vérifiabilité et en les liant à la section « Notes et références ».
 (septembre 2014).
Le médiateur national de l'énergie, fonction instaurée en France par la loi du 7 décembre 2006 relative au secteur de l'énergie, est chargé de recommander des solutions aux litiges entre les consommateurs et les opérateurs du secteur de l'énergie. Il participe à l'information des consommateurs sur leurs droits.
Tous les consommateurs particuliers peuvent recourir gratuitement au médiateur pour les aider à trouver une solution amiable au différend qui les oppose à leur fournisseur ou distributeur. Depuis la loi du 15 avril 2013 visant à préparer la transition énergétique vers un système énergétique sobre, les artisans, commerçants et professions libérales, les microentreprises, associations à but non lucratif, syndicats de copropriétaires et collectivités locales le peuvent eux aussi. 

## Statut et encadrement juridique
Le médiateur national de l'énergie est une autorité publique indépendante (API) et une personne morale, nommée pour six ans par le ministre chargé de l’énergie et le ministre chargé de la consommation, et dont le mandat n’est pas révocable.
Le décret no 2007-1504 du 19 octobre 2007 fixe ses modalités de fonctionnement. En 2015, son champ de compétence est étendu par la loi relative à la transition  énergétique pour la croissance verte à la consommation de toutes les énergies  domestiques : fioul, GPL, bois énergie, réseaux de chaleur… alors qu'il ne traitait auparavant que des litiges concernant l'électricité et le gaz. Ses modalités de fonctionnement sont redéfinies par le code de l'énergie ainsi que la loi no 2017-55 du 20 janvier 2017 portant statut général des autorités administratives indépendantes et des autorités publiques indépendantes.

## Histoire

### 2007
Le député Jean-Claude Lenoir, ancien cadre d'Électricité de France (EDF), est nommé médiateur national de l'énergie par arrêté du 14 mars 2007, il renonce finalement à cette fonction qu'il a lui-même fait créer. Le député François Brottes, du Parti socialiste français, relève dans un communiqué que le député Jean-Claude Lenoir a fait son lit puisqu'il a été nommé « au poste dont il a fait voter la création en y adjoignant les moyens nécessaires ».

### 2007-2013
Le 5 novembre 2007, Denis Merville, ancien député UMP, maire de Sainneville-sur-Seine et conseiller général de Seine-Maritime, est nommé médiateur national de l'énergie. "Cette nomination a été immédiatement contestée par 13 associations de consommateurs selon un article paru sur le site Enerzine le 20 novembre 2007. Depuis sa nomination le médiateur organise deux réunions par an pour rencontrer les associations de consommateurs et participe activement aux groupes de concertation sous l'égide de la Commission de régulation de l'énergie.

### 2013-2019
Le 19 novembre 2013, Jean Gaubert, agriculteur, ancien député des Côtes d'Armor, vice-président de la Fédération nationale des collectivités concédantes et régies (FNCCR) est nommé médiateur national de l'énergie par arrêté interministériel.
En octobre 2019, il signale une hausse préoccupante des sollicitations qu'il a reçues pour impayés ; craignant qu'en 2019, les coupures ou réductions de puissance pour impayés, dépassent les 572 440 cas recensés en 2018. Statistiquement, les personnes concernées ont en commun des "factures de régularisation élevées, des logements énergivores, ils ont connu des « accidents de la vie » et connaissent mal leurs recours". Le Médiateur « appelle les fournisseurs à un meilleur accompagnement de leurs clients en difficultés, en les informant sur les aides disponibles et leurs recours ».

### 2019-2025
Par arrêté interministériel du 25 novembre 2019, publié au Journal officiel du 28 novembre 2019, Olivier Challan Belval est nommé médiateur national de l’énergie pour une durée de six ans. Son mandat n’est pas révocable et est renouvelable une fois. Il a été directeur puis commissaire de la Commission de régulation de l’énergie de 2003 à 2015.
En 2020, le médiateur national de l’énergie se prononce en faveur de l'interdiction du « démarchage à domicile pour la fourniture de gaz et d'électricité » ou à défaut pour un encadrement strict de la pratique.
En 2022, le médiateur national de l'énergie œuvre pour que les prix des contrats d'électricité et de gaz naturel indexés sur les marchés soient plafonnés. En effet à ce moment-là, ils ne sont pas protégés par le « bouclier tarifaire » du gouvernement. Les consommateurs qui ont un contrat de fourniture d'énergie indexé sur les prix de marché subissent de fortes hausses, alors qu'ils devraient bénéficier des mêmes protections que les consommateurs qui ont un contrat au tarif réglementé. Le médiateur prône alors pour eux une « information renforcée », sur « les risques qu'ils encourent lorsqu'ils souscrivent des contrats de fourniture d'électricité ou de gaz avec un prix indexé sur les marchés ».

## Missions
Les missions du médiateur national de l'énergie sont strictement encadrées par les articles L.122-1 et suivants du code de l'énergie. Le médiateur national de l'énergie est chargé de participer à l'information des consommateurs sur leurs droits. Il est également chargé de recommander des solutions aux litiges : 
- ceux nés de l'exécution des contrats de fourniture, ayant fait l'objet d'une réclamation écrite préalable, entre petits consommateurs particuliers ou autoconsommateurs ou professionnels / non résidentiels (artisans, commerçants et professions libérales, les microentreprises — ou très petites entreprises, TPE, de moins de dix salariés et 2 M€ de chiffre d'affaires —, associations à but non lucratif, syndicats de copropriétaires et collectivités locales), et tous les opérateurs d'énergie (fournisseurs, distributeurs ou acheteurs)[22] ;
- ceux liés aux contrats de raccordement avec Enedis ou à un réseau de chaleur ou de gaz de pétrole liquéfié (GPL) ;
- il n'est pas compétent pour les litiges concernant la production d'électricité (photovoltaïque, éolienne).

Depuis mars 2011, un Observatoire national de la précarité énergétique est mis en place par le médiateur national de l’énergie en partenariat avec l’Agence de l’environnement et de la maîtrise de l’énergie (Ademe) et d'autres partenaires. Son objectif est d’évaluer et d’analyser le phénomène de l’augmentation de la précarité énergétique et de proposer des mesures pour l’enrayer.
Le médiateur publie un rapport annuel rendant compte de son activité. Il peut, à cette occasion, dénoncer des pratiques qu'il condamne.
Le médiateur participe également à la protection des consommateurs d'énergie et de leurs droits, notamment face aux abus de certains fournisseurs. « Certains fournisseurs abusent de la technicité des contrats et profitent ainsi de la crédulité des consommateurs », a dénoncé Mireille Clapot, députée de la 1re circonscription de la Drôme. S’alignant sur les recommandations du Médiateur de l’énergie en octobre, les vingt députés signataires du texte souhaitaient que des factures « plus lisibles » soient fournies au consommateur.

## Rapport annuels
En 2016, le rapport annuel du médiateur national de l'énergie décrit les méthodes de démarchage de certains fournisseurs d'énergie.
Dans son rapport d'activité pour 2017, le médiateur constate une hausse de 17 % des litiges, en particulier sur des problèmes de démarchage.
En 2019, le médiateur national de l’énergie a enregistré le plus grand nombre de litiges depuis sa création, en hausse de 35 % par rapport à 2018.
En 2022, le médiateur a informé 4,6 millions de consommateurs (+27 % par rapport à 2021).
En 2023, le médiateur a enregistré une forte hausse des litiges liés aux prix de l'énergie (+74 % par rapport à 2022) et des litiges émanant de TPE et de copropriétés (+72 % par rapport à 2022).
En 2024, le nombre de saisines recevables en médiation a diminué de 20 %, soit 7 142 dossiers instruits. Le médiateur national de l'énergie surveille notamment la transparence tarifaire, l’accès à une information claire et les pratiques commerciales de certains acteurs.

### Information des consommateurs

#### Site internet Énergie-info
Le médiateur national de l’énergie est chargé de l’administration du site Énergie-info. Ce site propose aux consommateurs des fiches pratiques sur les démarches et les droits des consommateurs d’énergie. Il explique également comment comparer les offres des différents fournisseurs et propose un comparateur d’offres d’énergie mis à jour en temps réel par l’ensemble des fournisseurs d’énergie. Le site propose également différentes calculettes pour simuler l’impact de l’évolution des prix sur la facture des consommateurs, le montant des taxes sur la facture ou comparer les types d’abonnement les plus favorables (Base ou Heures pleines/Heures creuses). Une liste des fournisseurs dynamique avec recherche par commune est également proposée.
D'après le rapport d'activité pour 2024, le médiateur a informé plus de 3,6 millions de consommateurs, dont 3,2 millions de visites sur le site energie-info.fr et 1,9 millions pour le comparateur d'offre.
Si le site Énergie-info a pour vocation principale d’informer les consommateurs sur les offres d’électricité et de gaz et de les guider dans leurs démarches, d’autres acteurs proposent également des services dans ce domaine. Certaines entreprises privées, comme Papernest ou Selectra, mettent à disposition des outils de comparaison des offres et proposent un accompagnement dans la gestion des contrats, notamment lors de la souscription, de la résiliation ou du changement de fournisseur.

#### Centre d'appel
Un numéro Vert, le 0800 112 212, permet d'accéder à un serveur vocal interactif. Selon le type de demande, les consommateurs sont orientés vers le site energie-info.fr, vers un front office de dix personnes (géré par un prestataire externalisé assurant le premier niveau de traitement des demandes d’information reçues par téléphone), ou sur un back office de trois personnes, au sein du médiateur national de l'énergie, qui traite les demandes d’information complexes (courriers, courriels et deuxième niveau des appels). Ce centre d'appel est destiné aux consommateurs qui ont des questions ou des litiges avec un fournisseur d'énergie.[réf. nécessaire]
D'après le rapport d'activité pour 2023, le centre d’appel a reçu plus de 168 762 appels.

### Recommander des solutions aux litiges
Le médiateur peut être « saisi directement et gratuitement par le consommateur ou son mandataire » précise le texte, adopté le 8 novembre par le Parlement après un examen de plus de 120 heures. Concrètement, lorsqu'un client est confronté à un litige avec son fournisseur d'énergie, il doit d'abord s'adresser à lui pour parvenir à une solution amiable. Si, deux mois après réception de sa réclamation, le consommateur n'est pas satisfait de la solution proposée par son fournisseur ou en cas d'absence de réponse de ce dernier, le consommateur (ou son représentant) peut saisir directement et gratuitement le médiateur.
La saisine doit être écrite ou transmise par un « support durable » - par exemple un courrier postal ou sur la plateforme de résolution de litiges en ligne : Sollen. La saisine doit contenir tous les éléments utiles à son examen (contrat, preuves écrites...). Le médiateur doit accuser réception de la saisine sans délai et informer son auteur, en particulier, sur le fait que la prescription des actions en matière civile et pénale sera suspendue durant le traitement de la réclamation. Il peut inviter les parties à s'exprimer, et entendre un tiers avec leur accord.
À compter de la date de réception du dossier, le médiateur dispose de 90 jours pour l'analyser et formuler une recommandation. Celle-ci est alors transmise au fournisseur en cause qui, à son tour, dispose d'un mois pour informer le médiateur des suites qu'il compte donner à la recommandation.

## Moyens
Le budget du médiateur national de l'énergie est déterminé par la loi de finances, votée chaque année par le Parlement. Pour l'année 2023, le budget s'élevait à 5,3 millions d’euros et comprenait les charges de personnel ; le plafond du nombre d'emplois est de 46 personnes équivalents temps plein[citation nécessaire].